# Diskotéka pro starší a pokročilé
Diskotéka pro starší a pokročilé byl hudební pořad Československé televize, který byl premiérově vysílán v 80. letech 20. století. Svým zaměřením na písně staré 10–50 let nepřímo navazovala na pořad Písničky z babiččiny krabičky.
S výjimkou pilotního dílu z roku 1981 (který uváděl Miloš Kopecký a který měl obecně zcela jinou koncepci) byl průvodcem pořadu Karel Štědrý, který svým konferováním navázal na svou podobnou roli v předchozím zábavném pořadu Kabaret U dobré pohody. V tomto čistě hudebním pořadu nosil obvykle světle hnědý oblek a černou košili s rozhalenkou, přičemž na začátku pořadu pronášel stálou uvítací řeč: „Vítám všechny milovníky hudby a tance bez rozdílu věku. Ať je vám hodně nebo málo, zapomeňte na rok narození a připojte se ke střední generaci, které se líbí dechovka stejně jako jazz, hudba z filmů nebo country. Po Pionýrské vlaštovce, Studiu Kamarád a Televizním klubu mladých je tu konečně pořad pro dospěláky, a ten má název Diskotéka pro starší a pokročilé.“
Oproti jiným obdobným pořadům bylo pro tento typické, že v něm fungoval taneční parket a živá hudba. Taneční složku obstarávala taneční skupina Styl. Zpěvu se ujímali tehdy už spíše bývalí populární zpěváci. Interpretované písně pak byly spojeny do přibližně osmi-, až desetiminutových bloků a v mezihře komentovány moderátorem, který obvykle nejméně jednu píseň interpretoval sám.
Některé díly byly znovu odvysílány o letních prázdninách roku 1995, i po roce 2000 se několik dílů dočkalo ojedinělé reprízy. V roce 1987 bylo vydáno LP se dvěma díly. V letech 2021 a 2022 byly některé díly reprízovány na nostalgické televizní stanici ČT3.

## Seznam dílů (neúplný)
| Rok výroby | Téma                                                                           | Hudební doprovod                                     | Délka    | Premiéra |
| --- | ------------------------------------------------------------------------------ | ---------------------------------------------------- | -------- | -------- |
| 1981 | Diskotéka pro starší, zralé a pokročilé                                        | Orchestr Karla Vlacha                                | 32 minut |          |
| Pilotní díl má naprosto odlišnou koncepci oproti všem následujícím, rozdílní jsou také scenáristé Jan Jelínek a Miloslav Ducháč i režisér Ivan Kotrč. Úvodní slovo má Miloš Kopecký, časy 40. let popisují kapelník Karel Vlach, modistka Jarmila Konečná a historik Miky Kučera, nové časy zastává diskžokej Jaroslav Opočenský. Umělecky účinkují Milan Drobný, Arnošt Kavka, Jiřina Salačová a skupina Hot Tety. |                                                                                |                                                      |          |          |
| 1982 | Písně osmdesátiletých jubilantů Karla Vacka, Josefa Poncara a Jaromíra Vejvody | Orchestr Václava Hybše                               | 40 minut |          |
| Účinkují Petra Černocká, Karel Černoch, Milan Chladil, Zorka Kohoutová, Jiří Korn, Eva Pilarová, Josef Zíma a sbor Orchestru Václava Hybše. Zajímavostí dílu je uvedení úryvků z filmů Moře je náš osud (orig. In Which We Serve) a Atentát, které ukazují dvě zajímavá provedení nejslavnější české písně Škoda lásky.                                                                                             |                                                                                |                                                      |          |          |
| 1982 | Písně od táborového ohně                                                       | Orchestr Karla Vlacha                                | 38 minut |          |
| Účinkují Milan Drobný, Jiří Helekal, Milan Chladil, Vlasta Kahovcová, Vlasta Koudelová, Jiří Štědroň, Yvetta Simonová. Zajímavostí dílu je uvedení úryvků trampských písní Marianna – pro porovnání na staré gramofonové desce skupinou Songclub (1930) pod názvem Osada, Karlem Gottem v revuálním pořadu Československé televize a jugoslávskou skupinou Dubrovački trubaduri.                                    |                                                                                |                                                      |          |          |
| 1982 | Písně o Praze                                                                  | Orchestr Karla Vlacha                                | 31 minut |          |
| Účinkují Pavel Bartoň, Lenka Filipová, Milan Chladil, Eva Pilarová, Yvetta Simonová, Aleš Ulm a sbor Orchestru Václava Hybše. |                                                                                |                                                      |          |          |
| 1982 | Písně z filmů a muzikálů                                                       | Orchestr Československé televize                     | 39 minut |          |
| Účinkují Olga Blechová, Karel Černoch, Milan Drobný, Jaroslava Koudelková, Waldemar Matuška, Lenka Novotná, Standa Procházka mladší, Petr Rezek, Věra Špinarová, Naďa Urbánková, Jitka Zelenková, Karel Zich |                                                                                |                                                      |          |          |
| 1982 | Písně prvních lásek ze 40., 50. a 60. let                                      | Orchestr Karla Vlacha                                | 29 minut |          |
| Účinkují Karel Černoch, Milan Drobný, Lenka Filipová, Milan Chladil, Eva Pilarová, Standa Procházka mladší, Petr Rezek, Yvetta Simonová, Jiří Štědroň a dívčí vokální skupina Bezinky. Silvestrovsky laděný díl. |                                                                                |                                                      |          |          |
| 1983 | Písně prvních lásek 60. a 70. let                                              | Orchestr Karla Vlacha                                | 26 minut |          |
| Účinkují Milan Drobný, Karel Hála, Milan Chladil, Barbora Lišková, Eva Pilarová, Petr Rezek, Yvetta Simonová, Viktor Sodoma. |                                                                                |                                                      |          |          |
| 1983 | Písně z rozhlasu a televize                                                    | Orchestr Československé televize                     | 33 minut |          |
| Účinkují Pavel Bartoň, Olga Blechová, Jindra Čadková, Pavlína Filipovská, Karel Hála, Eva Hurychová, Milan Chladil, Pavel Liška, Waldemar Matuška, Standa Procházka mladší, Yvetta Simonová, Aleš Ulm, Drahomíra Vlachová. Díl byl fakticky věnován výročí 60 let rozhlasového a 30 let televizního vysílání v Československu.                                                                                      |                                                                                |                                                      |          |          |
| 1984 | Písně z rozbitných i dlouhohrajících desek                                     | Orchestr Karla Vlacha                                | 32 minut |          |
| Účinkují Richard Adam, dívčí vokální skupina Jezinky, Jindra Čadková, Pavlína Filipovská, Karel Hála, Milan Chladil, Pavel Liška, Eva Pilarová, Yvetta Simonová, Aleš Ulm, Drahomíra Vlachová. |                                                                                |                                                      |          |          |
| 1984 | Písně pro milovníky romantiky                                                  | Orchestr Československé televize                     | 33 minut |          |
| Účinkují Naďa Urbánková, Karel Černoch, Jindra Čadková, Milan Drobný, Pavlína Filipovská, Karel Hála, Karel Kahovec, Vlasta Kahovcová, Vlasta Koudelová, Drahomíra Vlachová. |                                                                                |                                                      |          |          |
| 1984 | Písně z plesů, bálů, veselic a šibřinek                                        | Orchestr Karla Vlacha                                | 30 minut |          |
| Účinkují Richard Adam, Pavel Bartoň, Jindra Čadková, Pavlína Filipovská, Karel Hála, Milan Chladil, Vlasta Kahovcová, Eva Pilarová, Yvetta Simonová, Drahomíra Vlachová. |                                                                                |                                                      |          |          |
| 1985 | Písně v rytmu swingu                                                           | Orchestr Karla Vlacha                                | 36 minut |          |
| Účinkují Karel Černoch, Karel Hála, Jiří Helekal, Arnošt Kavka, Marcela Králová, Eva Pilarová, Yvetta Simonová, skupina Erastus a sbor Lubomíra Pánka. Díl byl deklarován jako 12. v pořadí. |                                                                                |                                                      |          |          |
| 1985 | Písně o automobilech a řidičích                                                | Orchestr Československé televize                     | 28 minut |          |
| Účinkují Richard Adam, Pavlína Filipovská, Karel Hála, Jiří Helekal, Vlasta Kahovcová, Pavel Liška, Eva Pilarová, Viktor Sodoma, Aleš Ulm, Drahomíra Vlachová a dívčí vokální skupina Jezinky. Zajímavostí pořadu bylo promítání obrazů a starých filmových grotesek s automobilní tematikou. |                                                                                |                                                      |          |          |
| 1985 | Písně o kouzlu zimy a o Vánocích                                               | Orchestr Karla Vlacha                                | 35 minut |          |
| Účinkují Richard Adam, Petra Černocká, Pavlína Filipovská, Karel Hála, Eva Pilarová, Alena Přibylová, Petr Rezek, Yvetta Simonová, Jiří Štědroň, Aleš Ulm a sbor Lubomíra Pánka. Díl byl deklarován jako 15. v pořadí. |                                                                                |                                                      |          |          |
| 1986 | Písně z pražských kaváren a barů                                               | Orchestr Československé televize                     | 34 minut |          |
| Účinkují Pavel Bartoň, Svatava Černá, Petra Černocká, Milan Drobný, Karel Hála, Vlasta Koudelová, Eva Pilarová, Jiří Štědroň, Drahomíra Vlachová a sbor Lubomíra Pánka. Díl byl deklarován jako připravený z písní, které hrávali R. A. Dvorský, Jaroslav Malina a Karel Vlach. |                                                                                |                                                      |          |          |
| 1987 | Písně o namlouvání, svatbě a rodině                                            | Orchestr Karla Vlacha, diriguje Jaroslav Dřevikovský | 39 minut |          |
| Účinkují Richard Adam, Markéta Cachlová, Petra Černocká, Milan Drobný, Karel Hála, Jiří Helekal, Pavel Liška, Lenka Novotná, Jaroslav Patras, Eva Pilarová, Alena Přibylová, Yvetta Simonová, Jiří Štědroň, Aleš Ulm, Jiří Strnad, Jiřina Urbanová, Petra Zámečníková a sbor Lubomíra Pánka. |                                                                                |                                                      |          |          |
| 1987 | Písně o městech velkých i malých                                               | Orchestr Československé televize                     | 35 minut |          |
| Účinkují Petra Černocká, Milan Drobný, Dušan Grúň, Karel Hála, Jiří Helekal, Markéta Johnová, Eva Pilarová, Yvetta Simonová, Olga Szabová, Jiří Štědroň, Aleš Ulm, Drahomíra Vlachová a sbor Lubomíra Pánka. |                                                                                |                                                      |          |          |
| 1987 | Písně o sportu a cvičení                                                       | Orchestr Karla Vlacha, diriguje Jaroslav Dřevikovský | 34 minut |          |
| Účinkují Milan Drobný, Martha Elefteriadu, Ladislav Gerendáš, Karel Hála, Arnošt Kavka, Vlasta Koudelová, Eva Pilarová, Alena Přibylová, Yvetta Simonová, Aleš Ulm a sbor Lubomíra Pánka. Díl byl deklarován jako 19. v pořadí a pravděpodobně byl i posledním. |                                                                                |                                                      |          |          |

Dva z dílů byly v roce 1987 vydány na dlouhohrající gramofonové desce. Záznam je tvořen čistou studiovou hudební stopou nahrávky Československé televize, zcela bez moderátorských vstupů.